# PA-412
A  PA-412 é uma rodovia brasileira do estado do Pará. Essa estrada intercepta a PA-140, uma das principais rodovias do nordeste do estado.
Está localizada na região nordeste do estado, atendendo aos municípios de Colares e Terra Alta. 